# Enriqueta Calsina Cirés
Enriqueta Calsina Cirés (Barcelona, 1917), fou una pintora paisatgista del segon quart del segle XX. Exposà per primera vegada al primer Saló d'Independents, celebrat el 1936. Des d'aleshores es presentà a diverses exposicions individuals i col·lectives. Des de 1936 a 1942 signava les seves obres com Keta Kals i després E. Calsina. El 1949 formà part de la VIII Exposició d'Artistes Gracenques de les Galeries Cristina.